# Lucjan Grimaldi
Lucjan Grimaldi (ur. 1481, zm. 22 sierpnia 1523 w Monako) – senior Monako od 1505 do śmierci. Syn Lamberta Grimaldiego, seniora Monako, i Klaudyny Grimaldi.

## Objęcie rządów
Lucjan był młodszym bratem i następcą seniora Jana II Grimaldiego. Objął seniorat Monako zabiwszy swego brata podczas kłótni. Do zajścia doszło w nocy z dnia 10 na 11 października 1505 r. Lucjan tłumaczył wówczas, że zaatakowany przez wzburzonego brata ugodził go śmiertelnie w obronie własnego życia. Rodzina Grimaldich oraz mieszkańcy Monako przyjęli te tłumaczenia. Karol III Dobry, książę Sabaudii, przysłał w 1506 r. listy ułaskawiające Lucjana. Jedynie Ludwik XII, król Francji, zachował wobec niego dystans i dał mu na miejsce brata zarząd Vintimille.

## Wojna z Genuą
W 1506 r. doszło do buntu w Genui przeciwko protekcji Francji. Nowe władze Genui uznały Monako za swoją własność. Na wieść o przygotowaniach do wojny Lucjan zabiegał o pomoc Ludwika XII i Karola III Dobrego. Zebrał ok. 1500 obrońców zamku, ustawił 22 ciężkie działa i 318 małego kalibru oraz wyciął drzewa pomarańczowe i oliwkowe, aby oczyścić teren. Genua wystawiła ok. 12 tys. żołnierzy z 22 działami pod dowództwem Tarlatino Tarlatiniego z Pizy. Wojsko genueńskie zajęło Menton, spaliło Roquebrune, następnie rozpoczęło oblężenie Monako 7 grudnia 1506 r. Obrona trwała sto dwa dni. W tym czasie Augustyn Grimaldi, biskup Grasse, brat Lucjana, zorganizował francuską pomoc. Zanim nadeszła, Genueńczycy przypuścili szturm na zamek 19 marca 1507 r., ale po pięciu godzinach zrezygnowali z walki. Następnego dnia wróg wycofał się w stronę Mentonu i Vintimille. Lucjan z pomocą brata odzyskał Menton i Roquebrune.

## Spięcie z Francją
Ludwik XII, król francuski docenił walor obronny Monako. Zażądał od Lucjana uznania się za wasala Francji, albo sprzedania twierdzy. Senior odmówił i został aresztowany i zamknięty w zamku La Rochette w Mediolanie. Król wywierał presję na Augustynie Grimaldi, który zarządzał Monako. Augustyn rozpoczął długotrwałe pozorowane negocjacje dotyczące sprzedaży senioratu. Komisarze królewscy wycenili Monako na 266 tys. dukatów oraz rentę 8500 dukatów. Król nie mając pieniędzy zrezygnował ze swojego planu. W maju 1508 r. Augustyn uwolnił z więzienia Lucjana za 4 tys. dukatów. 20 lutego 1512 r. Ludwik XII uznał niezależność Monako oraz przywrócił "protekcję" francuską. Król postanowił utrzymywać corocznie 200 żołnierzy w twierdzy.

## Polityka morska
Lucjan egzekwował konsekwentnie "prawo morskie" w celach dochodowych. W kwietniu 1511 r. zarekwirował florencki statek. Chciał w ten sposób zmusić Florencję za zapłaty długu z 1424 r. Florencja wysłała dyplomatę Niccolò Machiavellego w tej sprawie. Lucjan przyjął go na zamku w Mentonie. Podpisano porozumienie kończące spór: Lucjan zobowiązał się nie zatrzymywać statków florenckich, a Florencja zobowiązała się przestrzegać „prawa morskiego” seniorii. Podpisano także traktat nawigacyjny, ułatwiający zawijanie statków do ich portów przez dziesięć lat. 11 października 1511 r. podobne porozumienie podpisał z Monako Ferdynand II Katolicki, król Aragonii i Kastylii.

## Morderstwo
W dniu 22 sierpnia 1523 r. doszło do zamachu na życie Lucjana w Monako. Morderców nasłał jego siostrzeniec genueńczyk Bartłomiej Doria, senior Dolceaqua. Inspiratorem zamachu był prawdopodobnie jego stryj Andrea Doria, admirał na służbie króla Franciszka I. Bartłomiej zabił wuja, żeby wejść w posiadanie seniorii. Możliwe także, że chciał dać Monako Marii, córce Jana II, żonie Hieronima de La Rovère. Ślub Marii z Hieronimem w 1515 r. odebrał jej prawa do sukcesji. Wkrótce po zabójstwie Lucjana przypłynął Augustyn, biskup Grasse. Nierozpoznany przez okręty admirała Dorii wszedł w posiadanie Monako. Bartłomiej Doria uciekł do Francji.

## Rodzina
Lucjan poślubił 25 września 1514 r. Joannę de Pontevès z Prowansji. Miał z nią pięcioro dzieci:
- Franciszek (ur. ok. 1516 – zm. 1527)
- Klaudiusz (ur. ok. 1517)
- Lambert (ur. ok. 1519 – zm. ?)
- Rainier (ur. ok. 1521 – zm. ?)
- Honoriusz I (ur. 1522 – zm. 7 października 1581), przyszły senior Monako